# Cacyreus dicksoni
Cacyreus dicksoni là một loài bướm thuộc họ Lycaenidae. Loài này có ở Nam Phi, từ phía Tây Cape dọc theo bờ biển tới Bắc Cape.
Sải cánh từ 16–24 mm đối với con đực và 19–25 mm đối với con cái. Cá thể trưởng thành mọc cánh từ tháng 8 tới tháng 3.
Ấu trùng ăn búp, hoa và hạt non các loài Geranium và Pelargonium.